# 내성고등학교
내성고등학교(箂城高等學校)는 대한민국 부산광역시 금정구 부곡동에 있는 공립 고등학교이다.

## 학교 연혁
- 1981년 1월 15일 : 내성고등학교 36학급 설립 인가
- 1981년 3월 1일 : 초대 정두진 교장 취임
- 1981년 3월 6일 : 제1회 입학식
- 1982년 2월 26일 : 학교 교사 현 위치로 이전
- 1991년 3월 1일 : 30학급으로 학칙 변경 인가
- 1996년 3월 1일 : 교육부지정 '인성교육' 시범학교
- 2002년 3월 1일 : 교육인적자원부지정 진로교육 연구학교
- 2006년 3월 1일 : 교육인적자원부지정 독서교육 정책 연구학교
- 2023년 12월 14일 : 제41회 졸업식(158명) (졸업생 총수 17,700명)
- 2024년 3월 4일 : 제44회 입학식(196명)
- 2024년 3월 4일 : 제18대 정인국 교장 취임

## 참고 자료
- 내성고등학교 - 한국교육학술정보원 학교알리미